# レッサーパンダ
レッサーパンダ（学名：Ailurus fulgens、中国語：小熊貓）は、食肉目レッサーパンダ科に分類される哺乳綱。本種のみでレッサーパンダ属を構成する。

## 生物的特徴

### 分布
インド北東部、中華人民共和国（四川省西部）、ネパール、ブータン、ミャンマー北部。ラオスでの報告例はあるが、確実性に乏しいとされる。甘粛省、貴州省、青海省、陝西省では絶滅したと考えられている。

### 形態
頭胴長（体長）50 - 63.5センチメートル。尾長28 - 48.5センチメートル。体重3 - 6キログラム。全身は長く柔らかい体毛で被われ、足裏も体毛で被われる。背面は赤褐色で、腹面や四肢・耳介外側は黒い。鼻面や唇、頬、耳介の外縁は白い。尾には淡褐色の帯模様が入る。
耳介はやや大型で三角形。指趾の数は5本。爪はやや引っ込めることができる。前肢の種子骨が指状の突起に変化し、指と向かい合っているため物をつかむことができ、頭を下向きにして樹を降りることが出来る。肛門の周辺（肛門腺）ならびに足の裏に臭腺がある。
後破裂孔内に頸動脈が開く。後口蓋孔は上顎口蓋縫合よりも後方にある。歯列は門歯が上下6本、犬歯が上下2本、小臼歯が上顎6本、下顎8本、大臼歯が上下4本で計38本。裂肉歯内側に咬頭（錐）が2つあり、歯根が3本。胸椎の数は13 - 14個、腰椎の数は4 - 6個、仙椎の数は3個。盲腸がない。
出産直後の幼獣は体長15センチメートル、体重100 - 130グラム。全身は灰色の体毛で被われている。眼は開いていない。生後1ヶ月程度で毛色は茶色くなり、尻尾も縞模様になる。乳頭の数は8個。生後4カ月頃に離乳期を迎え、生後6カ月になると見た目は大人と変わらなくなる。
寿命は約15年程。レッサーパンダの2歳はヒトの20歳前後に相当し、その頃から子を産めるようになる。以後、1年ごとにヒトの4歳分の歳を取る。飼育下では技術の向上により20年以上生きる個体も増えてきている。

### 生態
標高1500 - 4800メートルにある温帯・亜熱帯の森林や竹林に生息する。インド・メーガーラヤ州の高原では標高700 - 1400メートル（200メートルでの報告例もあり）の亜熱帯・熱帯の森林にも生息する。地上ではあまり休息せずに高い場所を好むため、樹上棲と考えられている。夜行性もしくは薄明薄暮性で昼間は休むが、夏季には昼間も活動する。縄張りを形成して生活すると考えられ、オスは臭腺による臭い付けや一定の場所に排便すること（溜め糞）で縄張りを主張する。
雄雌共に出す「ピーピー、キュルキュル」という特有の鳴き声は、1月から3月にかけての発情期に最もよく見られ、それ以外でも遊んでいるときや空腹時に見られる。また発情期には、追尾や威嚇、マーキングなどの行動が増加する。
タケやタケノコを食べるが小型哺乳類、鳥類の卵、昆虫、動物の死骸、果実、地衣類なども食べる。
臼歯が平らで植物の擦り潰しに適しているが、消化器官は肉食動物のタイプで消化の吸収が低く、消化効率の悪いタケなどは大量に摂取する必要がある。排泄物も多く、人間が1日に出す量の約5倍にもなり、色や形状で何を食べたか判別できるほど未消化率は高い。
季節繁殖動物で繁殖様式は胎生。妊娠期間は大体が120日前後で、出産直前には体重が3割ほど増加する。6月中旬～8月にかけて1～3頭を出産する。生まれてから暫くは母親や兄弟と一緒に過ごし、1歳半ごろには独り立ちする。
天敵として ユキヒョウ、テン、ワシやタカ類などがいる。頭から尻尾にかけての茶色の体毛は、木の枝や苔の色と類似するため空の天敵に、腹や手足の黒い体毛は地上の天敵に、それぞれカモフラージュの役目を果たしている。

### 分類
属名Ailurusは「ネコ」、種小名fulgensは「光輝く」の意。
形態の比較ではクマ科に近縁、アライグマ科に近縁、クマ科と鰭脚類からなる系統に近縁、イタチ上科 Musteloidea 内でも原始的とする説などがあった。1980年代にはジャイアントパンダがクマ科に近縁とする説が主流だったこともあり、アイソザイムや染色体の解析からジャイアントパンダとの類縁性は否定される説が有力となった。1980年代後半以降はミトコンドリアDNAの分子系統解析も行われることも増えたが、2000年代にかけても解析手法により結果は一定しなかった。1990年代後半にはイタチ科とアライグマ科からなる単系統群に近縁であることが示唆され、2000年にはアライグマ科・イタチ科・スカンク科と本科でイタチ上科 Musteloidea を形成する説が提唱されたが上科内の系統は不明なままであった。複数の核DNAの分子系統解析では上科内ではスカンク科に次いで分岐した系統だと推定されている。
イタチ上科のレッサーパンダ科に分類されることとなった。
形態から以下の2亜種に分ける説があり、亜種を独立種とする説もある。一方で分子系統学的解析では、亜種間で遺伝的差異はないとされる。
Ailurus fulgens fulgens F. Cuvier, 1825 ネパールレッサーパンダまたはニシレッサーパンダ
インド北東部、ネパール、ブータン
Ailurus fulgens styani Thomas, 1902 シセンレッサーパンダ
中華人民共和国南部、ミャンマー北部
基亜種より大型で、額が高い。体色が濃色。日本の動物園で飼育されているほとんどはシセンレッサーパンダである。最近になり「形態」、「動物地理学」さらに「集団遺伝学」の違いにより2つの種に分けられることが報告された。
亜種の産地を曖昧な状態で、長年分類学的研究が進められてきていたが、ヤルンツァンポ川を境界とすることで、ニシレッサーパンダAilurus fulgens F. Cuvier 1825とシセンレッサーパンダAilurus styani Thomas 1902に分けられることが明らかとなり、哺乳類学が専門のドン・E・ウィルソン（Don E. Wilson）も、2種に分けることを支持している。

## 人間との関係
宅地開発や農地開発・薪採集のための森林伐採・単一種の植林・焼畑・放牧などによる生息地の破壊、毛皮・ペット目的の密猟や狩猟による混獲などにより生息数は減少している。生息地に侵入した犬からの、犬ジステンパーでの感染死も懸念されている。1975年のワシントン条約発効時には附属書IIに、1995年からはワシントン条約附属書Iに掲載されている。そのため、個人で飼育することはできない。
1994年における中華人民共和国での生息数は2500頭、ネパールでの生息数は300頭、ミャンマーでは確認されていない。1999年における、シッキム州での生息数は2500頭以上と推定されている。日本では1976年に、釧路市動物園で飼育下繁殖例がある。以降、国内外問わず繁殖のための個体交換が盛んに行われている。
高温多湿な環境が苦手であるため、日本の動物園では、夏場は涼しい場所で休む場合が多い。反対に冬場は厳冬下の雪上を平気で走り回ることがある。餌は個体によって好みが異なるため、孟宗竹以外に、リンゴやニンジンを与える場合がある。

## 名称

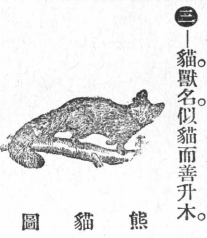
1915年が初版の字書『中華大字典』には「熊猫」の語が収録

パンダの名前は1825年に西洋人がヒマラヤで発見したレッサーパンダの名前を現地人に尋ねたところ、「竹を食べる者」と言う意味の「ネガリャポンヤ」だと答え、「ポンヤ」が「パンダ」に変わったとされる。
初めはレッサーパンダは単に「パンダ」と呼ばれていたが、後にジャイアントパンダが発見されて有名になると、単に「パンダ」といった場合はジャイアントパンダの方を指すようになってしまい、英語においては、従来のパンダの方に「小さい方の」という意味の英語「レッサー」（lesser）や毛色から赤「レッド」（red）を付けて、レッサーパンダまたはレッドパンダと呼ぶようになった。いわゆるレトロニムの例である。
このため古い日本語の図鑑などでは「Ailurus fulgens」の和名をパンダとしている場合がある。また、漢字表記をそのまま読んだクマネコが別名とされていることもあるが、ビントロング、別名クマネコ（熊猫）と区別がつかないことになる。
英語ではLesser PandaやRed Panda以外にも、Wah（チベット語でキツネを意味するwaに由来）やファイヤーフォックス（Firefox）など多数の別名がある。
中国語では、ジャイアントパンダのことを「大熊猫」（大熊貓 / 大熊猫、dàxióngmāo; ダー シィォン マオ）と記すのに対し、レッサーパンダは「小熊猫」（小熊貓 / 小熊猫、xiăoxióngmāo; シァォ シィォン マオ）と呼ばれる。「パンダ」同様本来「熊猫」はレッサーパンダを指す。台湾ではジャイアントパンダの方は「猫熊」と呼ばれる。

## 著名な個体

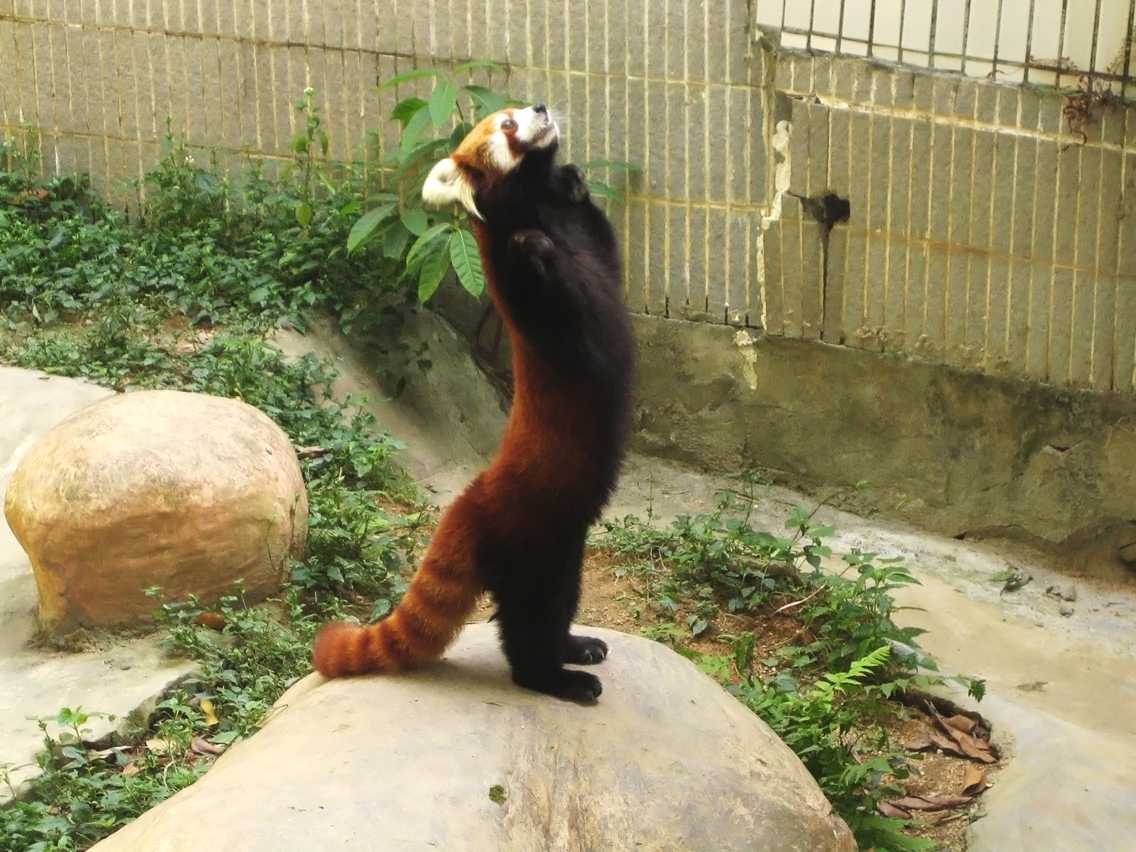
直立した姿

### 風太
2005年（平成17年）5月、千葉市動物公園で飼育されている雄の「風太」（ふうた、報道などでは「風太くん」とも称される）が、30秒程度の間、後肢2本で直立する、と内外のマスコミで取り上げられた。
レッサーパンダは元来、周囲の様子をうかがうときに直立することがあるが、当時の『朝日新聞』紙面にて紹介された風太の写真は人間のような立ち姿に見え話題となった。園の担当者によると、風太は生後まもなく母親に誤って尻尾を噛みちぎられたが、おかげで尻尾が邪魔にならず美しく背骨を反らすことができたという。その後、風太の祖父や母も直立することがわかった。また、よこはま動物園ズーラシアの「デール」や佐世保市亜熱帯動植物園の「海」のように、後肢だけで数歩歩く個体もいる。
これを機に、各地の動物園で、後肢で直立するレッサーパンダが取り上げられ、風太がJTの缶コーヒーCMに起用されるなど、話題が過熱したため、旭山動物園（北海道旭川市）や世界自然保護基金などから、商用目的でレッサーパンダへ過剰な負担をかけることへの疑問や懸念が表明された。また、ブームの発端となった千葉市動物公園では、ラジオ番組の電話インタビューにおいて、「当初地方紙のみの記事であったはずが、いきなり全国的に取り上げられたため、その過熱ぶりに困惑した。」と語っている。後肢だけで歩くズーラシアのデールに対しても「無理やり芸を仕込んでいる」という誤解に基づく誹謗中傷が一部で起こっていた。ブーム下においては、直立したレッサーパンダのぬいぐるみなどのグッズが多数商品化され、ハピネットの『動物大百科』のソフビ人形は直立形態を前提に造形され、エポック社からは『レッサーパンダが立ちました』という名前のフィギュア（カプセルトイ）が商品化された。
2015年（平成27年）7月21日、風太（12歳）は番になった8頭の子を儲けた同い年の「チィチィ」を亡くす。
風太は2018年（平成30年）7月に15歳を迎え、人間の年齢でいうと70歳の高齢となり、眠っている時間が増え、ほとんど自分から立ち上がることはないが、餌の時間には立ち姿を見せることがあるという。2019年（平成31年/令和元年）3月には、右眼を白内障を患っていることが報じられており、その眼は失明していると推定される。2022年（令和4年）4月16日頃から食欲がなくなり、展示を2か月間休止したが、19歳（人間相当年齢 85歳以上）の誕生日を迎えた同年7月にはファンの前に姿を現し、かなり長い間歩き回った（■映像あり）。
風太はチィチィとの間に、雌の「風花（ふうか）」と雄の「ユウタ」（両親とは3歳差）、雄の「クウタ」（両親と5歳差）など、8頭の子（雄5頭・雌3頭）を儲けており（早世した幼獣を含めると10頭）、2022年の時点で、孫20頭（早世した幼獣を含めると31頭）のほか、曾孫と玄孫までおり、2024年時点で子孫は46頭となっている。

## 国際レッサーパンダデー
毎年9月の第3土曜日に定められ「国際レッサーパンダの日」とも呼ばれる。
英語表記は"International Red Panda Day"。ネパールとアメリカに事務局を置き、レッサーパンダの保全活動を行うRed Panda Networkが制定した。
レッサーパンダへの理解を深め、その魅力や野生での現状、保全の必要性などをよりたくさんの人に知ってもらうことを目的としている。Red Panda Networkではこの日を記念して、野生のレッサーパンダを密猟者から守り、レッサーパンダが生息する森を回復させるための募金活動を実施している。この日を中心に、世界各地のレッサーパンダ飼育園館でレッサーパンダに関するイベントや啓発活動や教育普及のための様々な取り組みが催され、日本でもレッサーパンダの生態についての特別ガイドなどのイベントを実施する動物園がある。